# Liste des épisodes de Breaking Bad
La liste des épisodes de Breaking Bad, série télévisée américaine, est constituée de 62 épisodes, diffusés simultanément du 20 janvier 2008 au 29 septembre 2013 sur AMC aux États-Unis et au Canada.
Créée par Vince Gilligan, la série se concentre sur un professeur de chimie, atteint d'un cancer du poumon en phase terminale, qui se lance dans la fabrication et la vente de méthamphétamine avec l'aide de l'un de ses anciens élèves, afin d'assurer l'avenir financier de sa famille, tout en sombrant dans la criminalité. Récompensée à de multiples reprises, Breaking Bad connait également un large succès critique au fil des saisons,,,, et est à présent considérée comme l'une des meilleures séries télévisées américaines,,,.

## Panorama des saisons
| Saison | Nombre d'épisodes | Diffusion originale sur AMC | Diffusion originale sur AMC | Diffusion originale sur AMC |
| Saison | Nombre d'épisodes | Année                       | Début de saison             | Fin de saison               |
| ------ | ----------------- | --------------------------- | --------------------------- | --------------------------- |
| 1      | 7                 | 2008                        | 20 janvier 2008             | 9 mars 2008                 |
| 2      | 13                | 2009                        | 8 mars 2009                 | 31 mai 2009                 |
| 3      | 13                | 2010                        | 21 mars 2010                | 13 juin 2010                |
| 4      | 13                | 2011                        | 17 juillet 2011             | 9 octobre 2011              |
| 5      | 16                | 2012-2013                   | 15 juillet 2012             | 29 septembre 2013           |

## Liste des épisodes

### Première saison (2008)
Initialement prévue pour neuf épisodes, cette première saison n'en comporte que sept à la suite de la grève des scénaristes américains. Elle a été diffusée du 20 janvier 2008 au 9 mars 2008 sur AMC, aux États-Unis.
1. Chute libre (Pilot)
2. Le Choix (The Cat's in the Bag…)
3. Dérapage (…and the Bag's in the River)
4. Retour aux sources (Cancer Man)
5. Vivre ou survivre (Gray Matter)
6. Bluff (Crazy Handful of Nothin')
7. Le Fruit défendu (A No-Rough-Stuff Type Deal)

### Deuxième saison (2009)
Le 7 mai 2008, la série a été renouvelée pour une deuxième saison de treize épisodes.

#### Mini-épisodes
Le 17 février 2009, afin de faire patienter le public avant la diffusion de la deuxième saison, cinq mini-épisodes entre trois et cinq minutes ont été mis en ligne gratuitement par la chaîne AMC. Ceux-ci se retrouvent, par la suite, dans les coffrets DVD et Blu-ray de cette même saison.
1. titre français inexistant (Good Cop / Bad Cop)
2. titre français inexistant (Wedding Day)
3. titre français inexistant (TwaüghtHammër)
4. titre français inexistant (Marie's Confession)
5. titre français inexistant (The Break-In)

#### Les épisodes
Trois semaines après, la deuxième saison a été diffusée du 8 mars 2009 au 31 mai 2009 sur AMC, aux États-Unis.
1. Traqués (Seven Thirty-Seven)
2. Chasse à l'homme (Grilled)
3. Alibi (Bit by a Dead Bee)
4. Au fond du gouffre (Down)
5. Nouveau Départ (Breakage)
6. Règlements de comptes (Peekaboo)
7. Poisson lune (Negro Y Azul)
8. Appelez donc Saul (Better Call Saul)
9. Seuls au monde (4 Days Out)
10. Introspection (Over)
11. Nouvelle Donne (Mandala)
12. Vie et Mort (Phoenix)
13. Effet papillon (ABQ)

### Troisième saison (2010)
Le 2 avril 2009, la série a été renouvelée pour une troisième saison de treize épisodes. Elle a été diffusée du 21 mars 2010 au 13 juin 2010 sur AMC, aux États-Unis.
1. Crash (No Mas)
2. Tensions (Caballo Sin Nombre)
3. Sur le fil (I.F.T.)
4. Chiens et Chats (Green Light)
5. Retour aux affaires (Mas)
6. Le Camping-Car (Sunset)
7. Vendetta (One Minute)
8. Prise de pouvoir (I See You)
9. Kafkaïen (Kafkaesque)
10. La Mouche (Fly)
11. Société écran (Abiquiu)
12. Demi-Mesures (Half Measures)
13. Pleine Mesure (Full Measure)

### Quatrième saison (2011)
Le 14 juin 2010, la chaîne a renouvelé la série pour une quatrième saison de treize épisodes. Elle a été diffusée du 17 juillet 2011 au 9 octobre 2011 sur AMC, aux États-Unis.
De plus, en amont de la saison, comme en 2009, trois mini-épisodes de quatre minutes chacun devaient êtres produits et mis en ligne gratuitement par la chaîne AMC, sur son site, avant finalement d'être annulés.
1. Le Cutter (Box Cutter)
2. Snub 38 (Thirty-Eight Snub)
3. Motivations (Open House)
4. Les Points importants (Bullet Points)
5. Nouveau Job (Shotgun)
6. Guerre froide (Cornered)
7. Négociations (Problem Dog)
8. Frères et Partenaires (Hermanos)
9. Incontrôlables (Bug)
10. Salud (Salud)
11. Seul contre tous (Crawl Space)
12. Échec (End Times)
13. Mat (Face Off)

### Cinquième saison (2012-2013)
Le 14 août 2011, AMC et Sony Pictures Television ont renouvelé la série pour une cinquième et dernière saison de seize épisodes au lieu des treize habituels. Scindée en deux parties, elle a été diffusée du 15 juillet au 2 septembre 2012, puis du 11 août 2013 au 29 septembre 2013 sur AMC, aux États-Unis.
1. Vivre libre ou mourir (Live Free or Die)
2. Madrigal (Madrigal)
3. Nouveaux Labos (Hazard Pay)
4. Cinquante-et-un (Fifty-One)
5. Un plan presque parfait (Dead Freight)
6. Divergence (Buyout)
7. Heisenberg (Say My Name)
8. Un nouveau jour se lève (Gliding Over All)
9. Le Prix du sang (Blood Money)
10. Enterré (Buried)
11. Confessions (Confessions)
12. Comme un chien enragé (Rabid Dog)
13. Règlement de comptes à To'hajiilee (To'hajiilee)
14. Seul au monde (Ozymandias)
15. L'Origine du mal (Granite State)
16. Revenir et Mourir (Felina)

Source des titres FR,